# Oshikoto
Oshikoto é uma região da Namíbia. Sua capital é a cidade de Tsumeb.